# Kenner (Louisiana)
Kenner és una població dels Estats Units a l'estat de Louisiana. Segons el cens del 2000 tenia 70.517 habitants.

## Demografia
Segons el cens del 2000, Kenner tenia 70.517 habitants, 25.652 habitatges, i 18.469 famílies. La densitat de població era de 1.798,3 habitants/km².
Dels 25.652 habitatges en un 36,3% hi vivien nens de menys de 18 anys, en un 50,9% hi vivien parelles casades, en un 16,3% dones solteres, i en un 28% no eren unitats familiars. En el 23,2% dels habitatges hi vivien persones soles el 6,1% de les quals corresponia a persones de 65 anys o més que vivien soles. El nombre mitjà de persones vivint en cada habitatge era de 2,72 i el nombre mitjà de persones que vivien en cada família era de 3,23.
Per edats la població es repartia de la següent manera: un 27,3% tenia menys de 18 anys, un 9,4% entre 18 i 24, un 30,5% entre 25 i 44, un 23,9% de 45 a 60 i un 8,9% 65 anys o més.
L'edat mediana era de 34 anys. Per cada 100 dones de 18 o més anys hi havia 88,4 homes.
La renda mediana per habitatge era de 39.946 $ i la renda mediana per família de 45.866 $. Els homes tenien una renda mediana de 34.964 $ mentre que les dones 24.051 $. La renda per capita de la població era de 19.615 $. Entorn de l'11% de les famílies i el 13,6% de la població estaven per davall del llindar de pobresa.

## Poblacions més properes
El següent diagrama mostra les poblacions més properes.